# Parnelli Jones

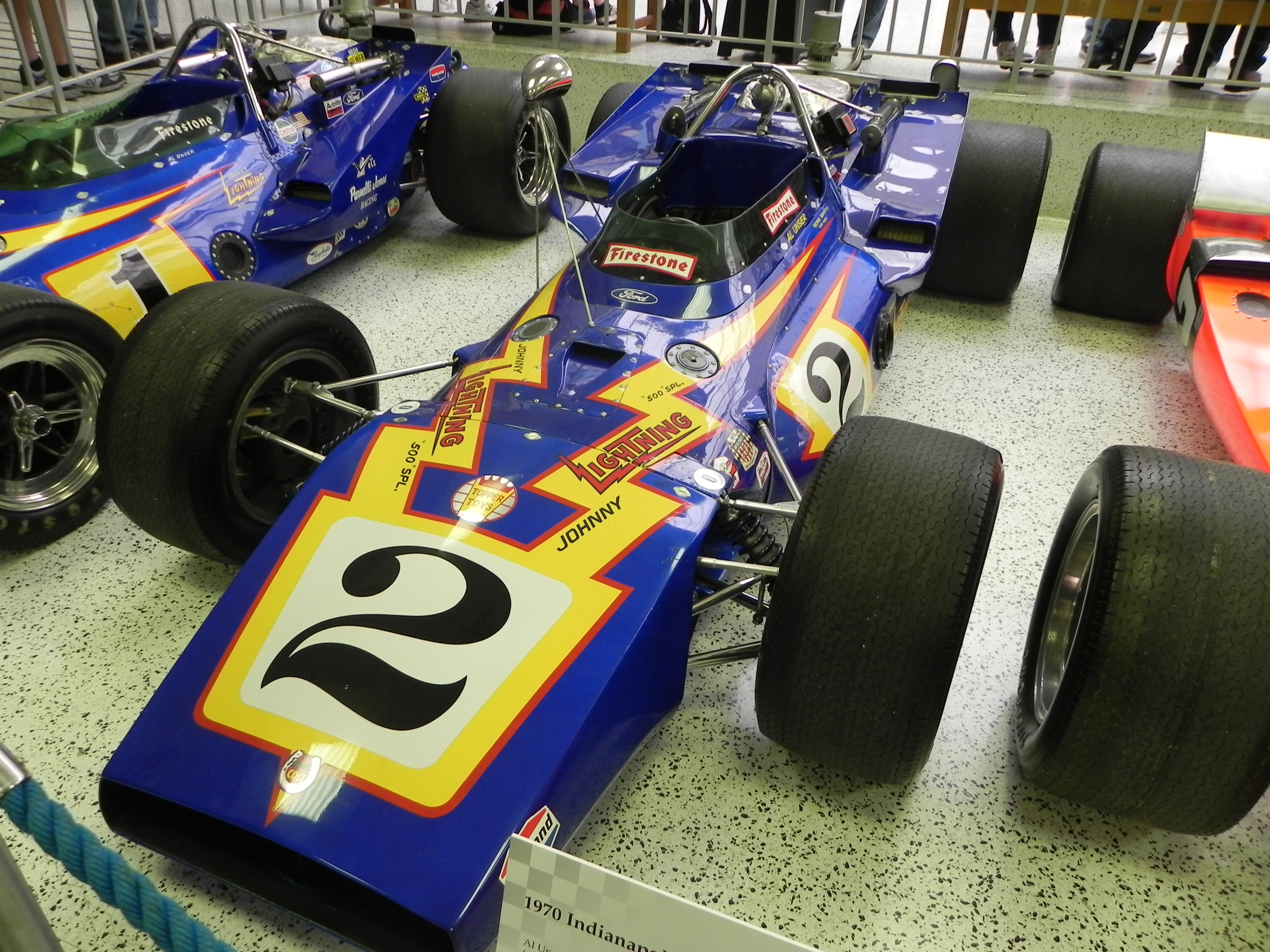
Carro de Parnelli Jones nas 500 Milhas de Indianápolis de 1970.

Rufus Parnell "Parnelli" Jones (Texarkana, 12 de agosto de 1933 – Torrance, 4 de junho de 2024) foi um automobilista e dono de equipe. Ele é mais lembrado por suas realizações nas 500 Milhas de Indianápolis. Em 1962, ele se tornou o primeiro piloto a se qualificar mais de 150 milhas por hora (240 km/h). Ele ganhou a clássica corrida em 1963, abandonou enquanto liderava a corrida de 1967 cerca de três voltas para completar a corrida em um carro turbo. Durante a sua carreira como um dono de equipe, ele venceu em Indianápolis em 1970 -  1971 com o piloto  Al Unser, Sr.
Jones ganhou corridas em muitos tipos de veículos: carros de esportes, monopostos americanos, Sprint Cars, midget cars, veículos off-road e stock cars. Ele é associado com a famosa Boss 302 Mustang com suas vitórias, utilizando o motor na década de 1970. Seu filho P. J. Jones também era um piloto diversificado,  na IndyCar e NASCAR  e um campeonato em IMSA. Seu outro filho Page Jones também era piloto.
Participou no Campeonato Nacional da USAC entre 1960 e 1967, onde foi terceiro lugar em 1962, quarto em 1963 e sexto em 1964. Nessa categoria marcou seis vitórias e 17 pódios. 
Enquanto na NASCAR Cup fez 34 corridas entre 1956 e 1970, onde obteve 4 vitórias, 11 top 10 alcançados também foi campeão da Stock Car Championship em 1964.
Outras realizações em Parnelli Jones foi coroado campeão são a Trans-Am em 1970, e a Baja 1000 em 1971 e 1972
Por outro lado, como o proprietário da equipe de Vel's Parnelli Jones Racing, onde ele ganhou o Indianapolis 500 em 1970 e 1971, tendo como piloto Al Unser. A equipe também ganhou o Campeonato Nacional da USAC em 1970, 1971 e 1972. Jones também competiu com sua equipe na Fórmula 1 desde o final de 1974 para início de 1976, mas conseguiu pouco sucesso.

## Morte
Jones morreu em 4 de junho de 2024, aos noventa anos.

## Resultados

### 500 Milhas de Indianápolis
| Ano   | Carro | Largada | Classificação | Rank  | Resultado | Voltas completadas | Voltas lideradas | Status           |
| ----- | ----- | ------- | ------------- | ----- | --------- | ------------------ | ---------------- | ---------------- |
| 1961  | 98    | 5       | 146.080       | 7     | 12        | 192                | 27               | Flagged          |
| 1962  | 98    | 1       | 150.370       | 1     | 7         | 200                | 120              | Corrida          |
| 1963  | 98    | 1       | 151.153       | 1     | 1         | 200                | 167              | Corrida          |
| 1964  | 98    | 4       | 155.099       | 4     | 23        | 55                 | 7                | Problemas no pit |
| 1965  | 98    | 5       | 158.625       | 5     | 2         | 200                | 0                | Corrida          |
| 1966  | 98    | 4       | 162.484       | 4     | 14        | 87                 | 0                | Pneu             |
| 1967  | 40    | 6       | 166.075       | 6     | 6         | 196                | 171              | Bearing          |
| Total | Total | Total   | Total         | Total | Total     | 1130               | 492              |                  |

| Largada       | 7 |
| Poles         | 2 |
| Primeira fila | 2 |
| Vitórias      | 1 |
| Top 5         | 2 |
| Top 10        | 4 |
| Abandonos     | 3 |